# Maletín
Maletín (niem. Moletein) – gmina w Czechach, w powiecie Šumperk, w kraju ołomunieckim. Według danych z dnia 1 stycznia 2012 liczyła 383 mieszkańców.
Składa się z trzech części:
- Javoří
- Nový Maletín
- Starý Maletín